# Agricol Minvielle
Pour les articles homonymes, voir Minvielle.
Jacques Paul Agricol Minvielle ou Mainvielle, né le 6 septembre 1764 à Avignon et mort le 31 octobre 1793 à Paris, est un homme politique français, conventionnel girondin.

## Biographie

### Le patriote
Fils de Thérèse Fontaine et de Pierre-Laurent Minvielle, marchand, il prit d'abord la suite de son père comme négociant en soieries et fut élu officier municipal d'Avignon le 25 mars 1790. 
Minvielle est un des partisans les plus actifs de la réunion du Comtat Venaissin à la France. Devenu officier général de l'Armée de Monteux, qui mit le siège devant Carpentras, puis membre de l'Assemblée électorale, il participa au coup d'État municipal à Avignon, le 21 août 1791. Ce qui lui vaut de se voir remettre avec son frère Gabriel Minvielle, Sabin Tournal et Nicolas Lescuyer les rênes du pouvoir municipal.

### Le massacre de la Glacière
Après l'assassinat de Lescuyer, le 16 août 1791, le massacre des suspects enfermés dans le palais des Papes, commença avec l'accord de Jourdan et l'aval de Duprat, des Minvielle et de Tournal, qui quittèrent les lieux pour aller souper dans une auberge des environs. 
Accusé d'être l'un des responsables de ce massacre, il fut incarcéré dans les geôles du Palais des Papes. Délivré par la Garde Nationale des Bouches-du-Rhône avec ses coaccusés. Il bénéficia comme eux de l'amnistie des 19 mars et 26 mars 1792.

### Le Girondin
Le 7 septembre de la même année, il est élu député suppléant à la Convention nationale pour les Bouches-du-Rhône. Au cours du mois d'avril 1793, il est arrêté à Paris avec son frère sur plainte de Duprat aîné et par ordre de Joseph-Stanislas Rovère, secrétaire du Comité de sûreté générale. 
Un décret de la Convention, en date du 16 juin 1793 le fit libérer. Mais ses positions fédéralistes le firent arrêter avec vingt-deux autres Girondins le 30 octobre. Il monta sur l'échafaud, le lendemain 31 octobre 1793.
Élu député suppléant des Bouches-du-Rhône à la Convention nationale, il y siège à partir d'avril 1793, en remplacement de Rebecqui, démissionnaire.
Arrivé à Paris, le 28 avril, il est arrêté et aussitôt emprisonné à l'Abbaye, à la suite d'une altercation avec son collègue Duprat. Défendu par les Girondins, la Convention décrète le lendemain qu'elle le considère comme député ; qu'il est mis en état d'arrestation et qu'en attendant le rapport du Comité de sûreté générale, il sera libre de venir à l'assemblée accompagné de son garde. Minvielle fait une adresse aux 48 sections de Paris, mais le 28 mai, il se prononce pour le rapport du décret qui, la veille, a cassé la Commission des Douze. Il est cependant remis en liberté le 16 juin 1793.
Le 30 juillet 1793, au nom du Comité de sûreté générale, Amar demande et obtient son arrestation avec Duprat et Vallée, comme « complices de la conspiration de Barbaroux. Ces députés entretenaient une correspondance criminelle avec les départements méridionaux pour les soulever. » 

### Le Guillotiné
Il fut compris dans les vingt et un députés girondins qui comparurent devant le Tribunal révolutionnaire, sous la même inculpation, du 3 au 9 brumaire an II (24-30 octobre 1793). Sans avoir été interrogé, il fut condamné à mort, le 9 brumaire an II, avec ses vingt co-condamnés et fut guillotiné le lendemain avec eux.